# إيزوكو ميدوريا

### ميدوريا إيزوكو(اليابانية: 緑谷 出 久 ، هيبورن: Midoriya Izuku)، المعروف أيضًا باسم بطله ديكو (اليابانية: デ ク)، هوبطل خارقوالبطل الرئيسي لسلسلة المانجاأكاديمية بطلي، التي أنشأها كوهي هوريكوشي.[1]
في استطلاع رأي شعبي بوكونو هيرو 2018 بواسطة كرانشي رول، احتل إيزوكو المركز الأول بـ11429 صوتًا. في استطلاعات شعبية يابانية لأنمي أكاديمية بطلي السنوية، احتل إيزوكو المرتبة الثانية بعد كاتسوغي باكوغو ، على الرغم من أنه احتل المركز الأول في أول استطلاع على الإطلاق مع 2314 صوتًا، والثالث في الاستطلاع الرابع مع 8301 صوتًا. في أفضل شخصيات الأنمي والمانغا في Tumblr لعام 2020 ، احتلت إيزوكو المرتبة الأولى
. على الرغم من أن إيزوكو ولد بلا قدرة ، إلا أنه تمكن من جذب انتباه البطل الأسطوري All Might، بسبب بطولته الفطرية وإحساسه القوي بالعدالة، ومنذ ذلك الحين أصبح تلميذه المقرب، وكذلك طالب في الفصل 1-A في مدرسة الأبطال المعروفة بأسم UA . قام All Might بتمرير قدرته المعروفة بأسم One for All إلى إيزوكو، مما جعله حامل قدرة الواحد للجميع التاسع والاخير. أطلق عليه زميل طفولته والمتنمر السابق كاتسوكي باكوغو لقب "ديكو" بشكل ساخر والذي تعني عديم الفائدة ، وقد أنقذه إيزوكو لاحقًا من الشرير، وفاز بدوره باهتمام All Might، قدوة و بطل الطفولة لأيزوكو والبطل رقم 1 في اليابان . بعد قبوله في المدرسة الثانوية الخاصة بالابطال ، ألهمه أوتشاكو أوراراكا، زميلة إيزوكو، وأول فتاة تتحدث اليه على الإطلاق ، بإن لقب ديكو يرمز إلى البطولة وإنه بطل يبذل جهده لتحقيق حلمه ، مما جعل ايزوكو يحتضن لقبه ويحبه على الرغم من أنه كان يشعر بالاحراج منه سابقا.
في الأنمي المقتبس من المانجا، كان مؤدي صوت إيزوكو دايكي ياماشيتا باللغة اليابانية و جاستن براينر باللغة الإنجليزية تلقى إيزوكو ثناء النقاد على تطور شخصيته وشخصيته، كما ظهر بشكل ثابت في استطلاعات الشعبية المتعلقة بالمسلسل.

### المظهر
إيزوكو قصير بعض الشيء بالنسبة لعمره، وجهه المستدير محاط بخصلة قصيرة من الشعر الأخضر الداكن الرقيق، الذي يلتف حول رأسه بزوايا غريبة، مُلقيًا ظلالًا داكنة ملحوظة عليه. عيناه واسعتان ودائريتان نوعًا ما، وقزحيتاه بنفس درجة اللون الأخضر لشعره، الذي يكون أحيانًا دامعًا جدًا، وعادةً ما يكونان واسعين جدًا، مما يمنحه مظهرًا بريئًا وحيويًا. لديه مجموعة من أربعة نمشات متناظرة على شكل ماسة، واحدة على كل خد. كثيرًا ما وُصف إيزوكو بأنه "بسيط المظهر" أو "غير بارز".
على الرغم من أنه كان نحيفًا جدًا في البداية، اكتسب إيزوكو عضلات مشدودة بعد عشرة أشهر من التدريب المكثف مع أول مايت، ومع تقدم المسلسل، تبين أن هذه العضلات أصبحت أكثر تطوراً وتحديداً حيث أصبح أقوى تدريجياً.
بعد معركته ضد شوتو تودوروكي ، تشوّهت أصابع يده اليمنى قليلاً، وبدت ندوب واضحة على يده. وتعرض ذراعه اليمنى لمزيد من الضرر بعد قتاله العنيف مع ماسكولر ، تاركًا وراءه ندوبًا كثيرة. بعد تعافيه من القتال المذكور سابقًا، يرتدي إيزوكو كمًا ضاغطًا أسود على الجزء العلوي من ذراعه اليمنى لدعم الضرر الجسيم الذي لحق به: وهو يظهر جزئيًا عندما يرتدي أكمامًا قصيرة.
خلال فترة دراسته في مدرسة ألدرا الإعدادية ، كان يرتدي زي جاكوران أسود عادي بأزرار صفراء، مصحوبًا بحذائه الأحمر الساطع المميز، والذي يحتوي على نعال بيضاء سميكة وأربطة سوداء.
في جامعة أريزونا، يرتدي الزي الرسمي للذكور: سترة رمادية فاتحة بحواف فيروزية داكنة فوق قميص أبيض رسمي وبنطال رسمي، بالإضافة إلى ربطة عنق حمراء لا يُحسن ربطها، مما يجعلها أقصر بكثير مما ينبغي. بدلًا من الحذاء البني البسيط الذي يرتديه معظم الطلاب، لا يزال يرتدي حذائه الأحمر المميز.
أول زي بطل لإيزوكو ، والمعروف باسم "زي ألفا"، صنعته والدته . كان عبارة عن بذلة خضراء فاتحة تغطي الجسم بالكامل بحزام أحمر، وواقيات مرفق وركبة سوداء، وقفازات بيضاء، بالإضافة إلى حذائه الأحمر المميز. كما يرتدي قناعًا بزوايا أذن طويلة تشبه قصة شعر أول مايت، وجهاز تنفس عليه ابتسامة مؤقتة تعكس ابتسامة البطل. تضرر الزي بشدة نتيجة معركته الأولى ضد كاتسوكي باكوغو ، واضطر إلى إصلاحه، لذلك خلال تدريبات إنقاذ أكاديمية بطلي - أنقذ!، اضطر إيزوكو إلى ارتداء زيّ صالة الألعاب الرياضية التابع لأكاديمية أبطالي. يتكون هذا الزي من بذلة رياضية زرقاء داكنة بياقة عالية، بخطوط بيضاء سميكة على جذعه وساقيه، تُشكل الحرفين "U" و"A"، بالإضافة إلى جهاز تنفس، وقفازات بيضاء، وواقيات مرفق وركبة سوداء.
زي البطل الثاني، المعروف باسم "زي بيتا"، خضع لبعض التغييرات من قِبل مصممي الأزياء، ويبدو الآن أكثر متانة وأكثر استعدادًا للقتال. أصبح لونه الآن أزرق مخضر داكنًا مع خطوط سوداء بدلًا من الأبيض. يتضمن وسادات كتف بيج فاتح، ووسادات ركبة سوداء ممتدة إلى ساقيه، تصل الآن إلى فخذيه. قفازاته الجديدة أيضًا ملونة باللون البيج الفاتح ومزينة بخطين زرقاوين. جهاز التنفس الصناعي أصبح الآن معدنيًا، على شكل ماسة، وبه ثمانية ثقوب. يرتدي إيزوكو بدلته الثانية بدون قناع، ورغم أن القناع لا يزال موجودًا، إلا أنه لا يرتديه كثيرًا.
خلال أسبوع تدريب الحركة القصوى للصف الأول أ ، خضع إيزوكو لتحديث جديد في زيه ليتناسب مع أسلوبه القتالي الجديد، أسلوب إطلاق النار، وذلك بإضافة نعل حديدي إلى حذائه الأحمر لزيادة قوة ركلاته. كما أُضيفت دعامات للذراعين، وأحزمة معصم، ورُسمت خطوط زرقاء حول عضلات ذراعه، وزُوّدت نعلا قدميه وركبتيه بمسامير صفراء (أُضيفت أصلاً قبل التحديث في المانغا). أطلق على هذه المجموعة من التحديثات اسم "زي غاما".
زي إيزوكو الرابع للبطل، المعروف باسم "زي دلتا"، يُجري بعض التعديلات الطفيفة على زي بطله السابق. قبل مهرجان مدرسة أريزونا ، ساعدته مي هاتسومي في صنع قفازات دعم له ، لمساعدته على استخدام قواه بشكل أفضل في الهجمات بعيدة المدى. قبل انطلاق آرك التدريب المشترك ، أضاف إيزوكو القفازات إلى زي بطله واستخدمها في القتال.
في مهمة هيوماريس ، مُنحت جمعية أبطال العالم أزياءً خاصة ومتطورة للتخفي لإيزوكو وزملائه في وكالة إنديفور لمهمتهم في أوثيون . أُعيد تصميم زي التخفي لإيزوكو بناءً على زي دلتا الخاص به، ويتألف من بدلة سوداء بخطوط خضراء مخضرة، ونعال حديدية سوداء وحذاء أسود. يتضمن هذا الزي أيضًا لوحين فضيين على كتفيه عليهما حرفا "WHA" وحزامين ينزلان من وسادات الجزء العلوي من جسمه مع زر أحمر على اليسار.
بعد حرب التحرير الخارقة للطبيعة ، تضرر زيه، مما جعله يبدو أكثر قتامة وأقل نظافة. كما ارتدى عباءة غران تورينو ، كتذكار لمعلمه السابق وللمرحوم نانا شيمورا . وبسبب تلف أحزمة ذراعيه وقفازاته، ارتدى أربعة قفازات متوسطة لدعم ذراعيه وساقيه، بالإضافة إلى القفازات القديمة من زيه البيتا. بالإضافة إلى ذلك، ارتدى إيزوكو قناعه وجهاز التنفس الصناعي بشكل متكرر لإخفاء هويته. ومن المثير للاهتمام أن ارتداءه للقناع يلقي بظلال على عينيه، مما يجعل قزحيته الخضراء فقط هي الظاهرة. تشبه هذه السمة الظاهرة مظهر أول مايت، الذي تتألق عيناه الزرقاوان من خلال الظلال. هذا هو زي البطل الخامس لإيزوكو، والمعروف باسم "زي إبسيلون".
بعد قتاله مع السيدة ناجانت ، دُمر ذراع إيزوكو الأيسر Mid-Gauntlet جزئيًا، مما جعله عديم الفائدة عمليًا. بعد الانفجار في قصر All For One في غابة هايبوري ، اكتسب إيزوكو مظهرًا وحشيًا بشكل عام ملطخًا بالدماء والقذارة. أصبحت زيه وعباءته وقفازاته أكثر تضررًا وتمزقًا، حيث بدت القفازات أشبه بالمخالب، ويبدو أن جهاز التنفس الخاص به قد تراكم عليه الصدأ وحوافه المتشققة، وأصبحت نعله الحديدية ملتوية مثل المخالب. بالإضافة إلى مظهره الوحشي، فإن إيزوكو ينبت باستمرار ما يصل إلى ستة محلاق Blackwhip من ظهره ليكون دائمًا جاهزًا للمعركة، وهو ما علق عليه هانتا سيرو بأنه ما استمر في تخويف الناس.
بعد تعافيه أخيرًا وعودته إلى جامعة أريزونا، ارتدى إيزوكو زيّ جامعة أريزونا الرياضي مؤقتًا، قبل إعادة تصميم زي إبسيلون الخاص به، مصحوبًا بزوج جديد من قفازات القوات الجوية مُثبّت على قفازات متوسطة مؤقتة من صنع مي، مع خط ذهبي على طول منطقة العضلة ذات الرأسين، إلى جانب عباءة غران تورينو المُشكّلة كوشاح. يتميز الزي بلون أخضر داكن، وخطوط ذهبية بدلاً من واقيات الركبة السوداء والخضراء الداكنة، ويتخلى عن القلنسوة تمامًا، مع الاحتفاظ بجهاز التنفس التالف من زي إبسيلون. يُعد هذا الزي سادس زيّ بطل لإيزوكو، والمعروف باسم "زي زيتا".
خلال معركته الأخيرة مع تومورا، دُمّرت أجهزة تنفسه وواحدة على الأقل من قفازاته الوسطى. كما غُطّيت ذراعه اليمنى بلفائف سوداء نتيجة الإفراط في استخدام "القلنسوة الكاملة" و"السوط الأسود" من داخل جسده لإصلاح أوتاره المكسورة. كما دُمّرت معظم عباءة غران تورينو، وفي النهاية دمرها تومورا بالكامل.
من أجل التعامل مع ارتداد Gearshift، فإنه يتخذ شكلاً يُعرف باسم Deku Overlay ، مستخدمًا Blackwhip للتحكم في نفسه، مما يخلق مظهرًا أكثر وحشية يشبه كيف بدا بعد الحرب. لديه أربعة محلاقي Blackwhip تنبت من ظهره، واثنان آخران من جذعه، وأصابعه مزينة بمخالب سوداء، وجسمه بالكامل ملتف مع فم يشبه الفك. بعد نقل جميع Quirks بالقوة من One For All إلى Tomura، فإنه يسقط شكل Overlay الخاص به، ويعود بنفسه إلى مظهره الأصلي. عند عودته إلى العالم الحقيقي، يفقد كلا ذراعيه، حيث تحللت أثناء تفاعله مع Tenko في العالم العقلي. ومع ذلك، بسبب تأثيرات Rewind بفضل قرن Eri ، تمكنت ذراعيه من التجدد قبل تحللها بقليل. بعد تعافيه قليلاً، أُعطي إيزوكو ضمادات حول معصميه وقميصًا نادرًا من أحد اللاجئين، ليرتديه قبل الانضمام إلى المعركة النهائية. يُعرف هذا الزي باسم "أصل الزي".
في أعقاب الحرب النهائية ، أصيب إيزوكو بندبتين جديدتين، إحداهما على الجانب الأيمن من رأسه، والأخرى أسفل عينه اليمنى، تمتد على طول خده وتصل إلى ذقنه، بالإضافة إلى ندوب أكثر كثافة على يديه. كما حُلق شعره إلى أسفل على الجانب الأيمن أثناء تعافيه من الإصابات التي ألحقها به تومورا.
يظهر أيضًا مرتديًا زيًا جديدًا، مشابهًا لزي "زي زيتا"، باستثناء بعض التغييرات الطفيفة، مثل إصلاح جهاز التنفس الصناعي بالكامل، واستعادة قلنسوته، وإعادة تصميم قفازاته المتوسطة وقفازات القوات الجوية. كما يظهر بدون نعال الحديد وعباءة غران تورينو، نظرًا لتدميرهما على يد تومورا. يُعرف هذا باسم "زي إيتا".
بعد ثماني سنوات، ازداد إيزوكو طولًا ونضجًا، وعاد شعره إلى شكله الأصلي، وإن كان مفروقًا قليلًا من اليمين. بصفته مُدرّسًا في جامعة أريزونا، يرتدي بدلة سوداء مع قميص أبيض وربطة عنق.
ابتكرته ميليسا شيلد ومي باستخدام بيانات جُمعت من معركة أول مايت الأخيرة ضد أول فور ون؛ بتمويل من أعضاء الفئة أ، بمن فيهم كاتسوكي؛ وأهداه إليه أول مايت، يتلقى إيزوكو زي بطل جديد قائم على التكنولوجيا يشبه إلى حد كبير زي زيتا الخاص به، وإن كان أكثر ميكانيكية. يتميز بعباءة صفراء طويلة متدفقة تشبه رداء غران تورينو المصنوع من آلات النانو، ودرع نفاث فوق ساقيه، وحذاء يشبه نعله الحديدي، وقفازات تشبه قفازات شوت ستايل، وحقيبة حول خصره، ونفس مخطط الألوان الأخضر مع خطوط برتقالية مثل زي زيتا. يمكن تخزين هذا الزي كحقيبة عمل تحمل الرقم 18، وهو رقم مقعد إيزوكو عندما كان طالبًا.

### شخصية
يزوكو فتى خجول للغاية ومتحفظ ومهذب، وغالبًا ما يتفاعل بشكل مبالغ فيه مع المواقف غير الطبيعية بتعبيرات مبالغ فيها. ونظرًا لسنوات من النظرة الاستخفافية التي وجهها له كاتسوكي لافتقاره إلى الغريزة، فقد تم تصويره في البداية على أنه غير آمن وباكٍ وضعيف وغير معبر. وتوجد هذه السمات بشكل خاص حول كاتسوكي، الذي كان يوبخه باستمرار أيضًا بسبب تطلعاته إلى أن يصبح بطلاً. ومع ذلك، بعد قبوله في UA وتكوين صداقات جديدة ومواجهة كاتسوكي خلال قوس معركة المحاكمة ، ينضج إيزوكو تدريجيًا ليصبح شخصًا أكثر ثقة وشجاعة حريصًا دائمًا على إثبات جدارته كبطل، ويطور في النهاية مهارات قيادية قوية، والتي جنبًا إلى جنب مع شغفه وقدراته الاستراتيجية، حولته إلى شخصية محورية داخل الفئة 1-A إلى جانب كاتسوكي. إيزوكو طالب مجتهد وقوي الإرادة، متحمسٌ للغاية (وأحيانًا بشكلٍ مُخيف) لمواضيع الأبطال. يدفعه حلمه إلى تدوين كل ما يتعلمه عن سمات الأبطال وقدراتهم القتالية. بفضل هذه الممارسة، طوّر إيزوكو عقلًا تحليليًا رائعًا، ويستطيع وضع خطط قتالية مُعقدة في ثوانٍ معدودة، مُراعيًا أفضل السبل لاستغلال سمات حلفائه وأعدائه على حدٍ سواء لمصلحته.
يُخرج إيزوكو ملاحظاته من خلال التمتمة المستمرة، وهي عادة تُزعج أو تُزعج أقرانه. غالبًا ما يُدوّن إيزوكو ملاحظاته في دفاتر مُتنوعة يُطلق عليها اسم " تحليل البطل للمستقبل" ؛ ويراجعها بانتظام خلال الأنشطة المدرسية، أو في أوقات فراغه، أو في الليل.
يزوكو حنون وعاطفي، لا يتردد أبدًا في مساعدة أو إنقاذ أي شخص في خطر، حتى لو كان يعلم أنه قد لا يكون قويًا أو مؤهلًا بما يكفي للقيام بذلك. غالبًا ما يفعل ذلك بدافع الغريزة، متخذًا نهجًا أكثر إهمالًا من التفكير المفرط المعتاد الذي يمر به ويعرض نفسه للخطر من أجل حماية شخص ما. يدعي أول مايت أن هذه السمة تمنح إيزوكو أهم غريزة طبيعية وفطرية ليكون بطلاً؛ الرغبة النقية والصادقة في مساعدة الناس. ومع ذلك، فإن وضع إيزوكو حياة الآخرين فوق حياته يمكن أن يصل إلى الحد الأقصى، لدرجة أنه لا يملك أي شعور بالحفاظ على الذات. يتكهن كاتسوكي بأن التنمر الذي تلقاه إيزوكو لكونه غريبًا جعله يستوعب أن حياته أقل قيمة. يكسر إيزوكو ذراعيه بشكل روتيني من أجل الآخرين، حتى لو لم يكن ذلك ضروريًا تمامًا، مثل مطالبة شوتو بإطلاق العنان لإمكاناته الكاملة باستخدام جانبه الناري. قد يُضعف هذا من صبر إيزوكو، إذ استمر في كسر ذراعيه، رغم التحذيرات من أنه قد يُشلّهما بشكل دائم ويُنهي مسيرته كبطل. في النهاية، رضخ إيزوكو، مُكيّفًا أسلوبه القتالي لتخفيف الضغط على جسده. مع ذلك، عندما يكون في موقف صعب، يتراجع عن عاداته القديمة.
يُعرف إيزوكو بمساعدة أو إلقاء المحاضرات على من يعانون من مشاكل شخصية وعاطفية، سواءً كان ذلك من اختصاصه أم لا، مدعيًا أنه يجب على البطل التدخل في حياة الآخرين. هذه الروح الجريئة، وإن اعتبرها الآخرون في البداية مُحيّرة أو حتى مجنونة، إلا أنها تحظى بتقدير الكثيرين، وقد أكسبته ولاء وامتنان واحترام شخصيات كانت معادية له سابقًا، مثل تينيا إيدا ، وشوتو، وهيتوشي شينسو ، وكوتا إيزومي ، وسير نايتاي ، وحتى أمثال قاتل الأبطال: ستاين وليدي ناغانت .لديه ولع قوي بالأبطال ويظهر على دراية جيدة بتاريخهم، وأحيانًا يفاجئ الأبطال أنفسهم بمعرفته الواسعة بقدراتهم ومغامراتهم الماضية.  إنه يميل إلى التفاخر والثرثرة حول الأبطال الذين يلتقيهم، وغالبًا ما يذكر تاريخهم وإنجازاتهم، بينما يكون حريصًا أيضًا على مشاركة هذه المعرفة مع الآخرين. من بين جميع الأبطال، كان رمز السلام، أول مايت، هو الذي أثر على حياة إيزوكو وصممها أكثر من غيره. تنبع العديد من قرارات إيزوكو وأفعاله من رغبته في أن يصبح بطلًا محترفًا مشابهًا لأول مايت، وبالتالي لديه إخلاص كبير له.
إيزوكو جامع شغوف لمنتجات أول مايت، ويعلم جيدًا بطولاته العديدة (مهما كانت بسيطة)، ويقلّد العديد من سماته. بعد أن ورث ميزته المميزة، أصبحت إحدى أولويات إيزوكو الحالية هي الارتقاء إلى مستوى إرث قدوته، فهو يبحث دائمًا عن طرق لتحسين استخدامه لقوة "واحد للجميع"، مدركًا للضغط الهائل الذي يصاحب خلافة أعظم بطل على مر العصور. كانت الثقة والموافقة الراسخة التي تلقاها إيزوكو من أول مايت أمرًا بالغ الأهمية في تطوره كبطل، خاصةً عندما تسيطر عليه مشاعر الشك الذاتي وعدم الجدارة المذكورة آنفًا. يبدو أن إيزوكو يتمتع بجانب أكثر جرأة ووقاحة، والذي يظهر عادةً عند خوضه معركة. هذا الجانب يجعله يتصرف مثل كاتسوكي، فهو صاخب وحازم، ولديه أيضًا رغبة قوية في النصر. يدعي أن هذا لأنه يرى كاتسوكي تجسيدًا لما يجب أن يكون عليه من يسعى للنصر. كما اعترف بأنه لا يحب هذا الجانب منه كثيرًا ويميل إلى ضبطه. ومع ذلك، يجد نفسه يستسلم لهذا الغضب الجامح تقريبًا في المواقف الصعبة ويواجه خصومًا أذوا أشخاصًا يهتم لأمرهم بوحشية، كما في معاركه ضد أوفرهول وتومورا.يمتلك إيزوكو أيضًا جانبًا متعاطفًا، وقد طور رغبة في فهم الأشرار الذين واجههم، وربما إنقاذهم من أنفسهم. بينما كان يعتقد في البداية أن تومورا مجنون يريد فقط إيذاء الآخرين بلا معنى، بعد أن تعرف على تاريخه المأساوي وشعر بالألم في قلبه من خلال ارتباطهما بين "واحد للجميع" و"الجميع من أجل واحد"، جدد هذا إيمانه بأن البطل العظيم هو من ينقذ الآخرين، لا يقتلهم، ولهذا السبب، يرغب في معرفة كيف أصبحوا أشرارًا ومعرفة ما إذا كانت هناك أي طريقة لمنع القتال، مع أنه يعترف بأنه قد يضطر إلى قتل تومورا. مع أنه ليس ساذجًا في هذه الأيديولوجية وسيلجأ إلى العنف إذا لم يكن هناك خيار آخر، كما حدث في قتاله الثاني مع ماسكولر، إلا أنه يرغب حقًا في التواصل ومساعدة الأشرار على التعافي وإصلاح أنفسهم، حتى أنه منح كاي تشيساكي (الذي كان لا يزال يشعر بالمرارة تجاهه) فرصة إنقاذ رئيسه إذا تصالح مع إيري. في الوقت نفسه، يرغب إيزوكو في إنقاذ تومورا من حياته المليئة بالشر والألم، حتى عندما تبدو هذه الفكرة غير محتملة ويعتبرها الآخرون متكلفة، مما يظهر إحساسه العظيم بالإنساني.
عد انتهاء حرب التحرير الخارقة للطبيعة، بدأ إيزوكو بتغيير سلوكه جذريًا. فبعد معاناته من صدمة الحرب، ورؤية أعداد لا تُحصى من الأبرياء تُدمر حياتهم بسبب الوضع الاجتماعي الراهن، واستهدافه بلا هوادة من قِبل "أول فور ون" بسبب غرائزه، وتحمله مسؤولية حماية أصدقائه، أصبح إيزوكو أكثر برودةً وتباعدًا عن الآخرين. وعندما أقسم "أول فور ون" على تحطيمه جسديًا ونفسيًا، ازداد ارتيابه من حجم الأذى الذي سيُلحقه بمن حوله. دفعه هذا الضغط والعبء الهائل إلى الاندفاع إلى القتال تاركًا "أول مايت" والأبطال الآخرين يعتنون به حتى لا يُصاب أحدٌ بأذى. وأصبح استخفافه بسلامته الشخصية أسوأ ما يكون، مُهملًا رعاية احتياجاته الأساسية كالنوم والأكل. لاحظ كاتسوكي أن هذا السلوك يُشبه إلى حد كبير سلوك "أول مايت" عندما كان رمزًا للسلام. هذا الجانب الجاد والمُندفع منه جعل حتى المدنيين يُلاحظون أنه لا يبدو بطلًا. بعد أن تمكن أصدقاؤه من UA من الوصول إليه وإعادته إليهم، يبدو أن هذه السمات قد تراجعت، حيث أصبح الآن مصممًا على إيقاف All For One إلى جانب أصدقائه ومعلميه وحلفائه.
خلال الحرب النهائية، وحتى بعد أن شهد موت كاتسوكي القريب على يد تومورا، حافظ إيزوكو على رغبته في إيجاد طريقة لإنقاذ عدوه. في جوهر One For All، يدرك كودو أن دافع إيزوكو لإنقاذ الناس هو من خلال إيمانه بأن كل شخص يمتلك قلبًا بشريًا فطريًا، مما يحفزه على المضي قدمًا على الرغم من معاناته من إصابات خطيرة أثناء معركته ضد تومورا القوي للغاية. مرة أخرى، أصبح إيزوكو على استعداد للتضحية بـ One For All كوسيلة للوصول إلى أصل تومورا وإيجاد مصدر ألمه وكراهيته، على الرغم من أن هذا سينقطع بسبب العودة المبكرة لبقايا All For One التي استعادت السيطرة على جسد تومورا. ومع ذلك، بمساعدة أصدقائه، تمكن إيزوكو من الانتصار على سيد الشياطين، حتى أنه رأى من خلال شخصية All For One الشريرة وأدرك أنه رجل وحيد وضعيف.
خلال فترة ما بعد الحرب، لا يزال إيزوكو يشعر ببعض الندم لأنه لم يستطع إنقاذ تومورا من الموت، لكن أول مايت أكد له أنه تمكن من إنقاذ روح تومورا بالتغلب على ألمه وأنه تمكن من إكمال واجب One For All. بعد أن أصبح Quirkless مرة أخرى مع بقاء الجمر المتبقي من One For All فقط، يحاول إيزوكو أن يتظاهر بالشجاعة ولكنه منزعج بشكل واضح من نفاد وقته كبطل على ما يبدو. كما أنه صامت إلى حد ما عند حضوره جامعة أريزونا في السنة الثانية بعد أسبوع، وحزين ولكنه متقبل لقرار يوغا بمغادرة جامعة أريزونا وبدء تعليمه كبطل من جديد. عندما يحاول بدء محادثة مع أوتشاكو فقط لتتجنب الحديث بالتعليق على شعره، يبدو أيضًا قلقًا عليها بينما لا يعرف كيفية التحدث معها أكثر.
اختار إيزوكو زيارة سبينر في المستشفى المركزي ليُلقي عليه كلمات تومورا الأخيرة؛ التي حارب حتى الموت لتدميرها. لم يثنِ سبينر إيزوكو عن عزمه عندما وصفه سبينر بالقاتل، بل أراد فقط تنفيذ طلب تومورا الأخير، وحافظ على رباطة جأشه عندما أمسك به سبينر بعد تفعيل خاصية " كتلة الجسد "، حتى أنه منع الطبيب من تقييد الشرير. بدافع الشفقة، أخبر إيزوكو سبينر أن تومورا لا يزال يهتم به وبقية أعضاء الرابطة، وفي نهاية الزيارة، أكد لسبينر أنه لن ينسى تومورا أبدًا. بعد ذلك بوقت طويل، شعر إيزوكو أن أوتشاكو تخفي شيئًا ما، فذهب لتهدئتها، شاكرًا أوتشاكو على مساعدتها الدائمة له، واصفًا إياها ببطلته. عندما انهار أوتشاكو وحزن على تضحية هيميكو، شارك إيزوكو ذنبه في التسبب بوفاة تومورا، لكنه أكد أنه حتى في الأوقات العصيبة، فإن بذل قصارى جهده لتقديم المساعدة سيُحدث فرقًا. بعد ذلك، يقبل إيزوكو أنه أكمل غرض One For All، وهي قوة تهدف إلى مساعدة الآخرين، ويستأنف حياته اليومية مع زملائه في الفصل.
تمر ثماني سنوات ويواصل إيزوكو دراسته في جامعة أريزونا بينما يوثق قصته وتجاربه في دفتر ملاحظاته، ويتأمل كيف تحقق حلمه في أن يصبح بطلاً حتى عندما بدا مستحيلاً، وكيف أصبح كل من حوله بطلاً من خلال منحه آمالهم وصلواتهم وتشجيعه على النجاح. في النهاية، تتلاشى جمر One For All ويقبل إيزوكو أن يصبح بلا قدرة مرة أخرى حيث يصبح مدرسًا في مدرسة يو اي الثانوية، معترفًا بأنه على الرغم من افتقاده لكونه بطلاً، إلا أنه راضٍ عن استخدام خبرته لمساعدة الآخرين وتشجيعهم. احتفظ إيزوكو أيضًا ببعض سماته القديمة، مثل حاجته غير الأنانية لمساعدة الآخرين وعادته في التذمر، كما رأينا عندما ألقى بنفسه على الأرض لإنقاذ صبي من السقوط ويواجه داي ، ويخبر طالب المدرسة الإعدادية أنه يمكن أن يصبح بطلاً بإرادته لمساعدة الآخرين، حتى عندما يمتلك قدرة ضعيفة.
بينما كان إيزوكو مترددًا في قبول بدلة ميكانيكية كهدية من أول مايت والفئة أ، أدرك رمز السلام السابق أن إيزوكو لا يزال يتمتع بقلب البطل وأخبره أنه حصل عليه بجدارة، مما تسبب في بكاء إيزوكو وابتهاجه عندما انضم إلى أصدقائه وزملائه السابقين في الفصل، ليصبح بطلاً مرة أخرى.  بينما كان يقوده كاتسوكي ويرافقه إيجيرو كيريشيما ، كشف إيزوكو أنه لا يزال ينوي الاستمرار في التدريس أثناء القيام بعمل البطل وجمع البيانات حول بدلته، قائلاً إنه يعتقد أنه كان سيبدأ التدريس حتى لو احتفظ بـ One For All لأنه يستمتع بمشاركة معرفته مع الآخرين.  ومع ذلك، عند العودة إلى العمل البطولية، واصل إيزوكو تحقيق مآثر هائلة ورحب به الجميع في عالم البطل بتصفيق مدوٍ، حتى أنه ارتقى إلى رتبة البطل رقم 4.